# Asociación Deportiva Guanacasteca
Maillots
L'Asociación Deportiva Guanacasteca est un club de football costaricien basé à Nicoya.

## Palmarès
- Championnat du Costa Rica de deuxième division (2) 
  - Champion : 1976 et 1986.